# NGC 6204
NGC 6204 (другие обозначения — OCL 982, ESO 277-SC10) — рассеянное скопление в созвездии Жертвенника.
Этот объект входит в число перечисленных в оригинальной редакции «Нового общего каталога».
Величина межзвёздного покраснения в цвете B−V составляет 0,45 ± 0,03m. Возраст скопления около 80 млн лет. Расстояние от Солнца 1,2 ± 0,1 килопарсек